# Fédération ivoirienne de hockey sur gazon
La Fédération ivoirienne de hockey (FIH) est l'instance nationale gérant le hockey sur gazon en Côte d'Ivoire.

## Historique
La Côte d'Ivoire est parmi les pays qui pratiquent le hockey sur gazon depuis les années 2010. La Fédération ivoirienne de hockey sur gazon est officiellement créée le 17 avril 2010. Le hockey sur gazon est un sport collectif qui était précédemment méconnu de la population ivoirienne. Dans le but de vulgariser ce sport, des entraîneurs Ivoiriens ont été formés par la Fédération internationale de hockey (FIH) afin de le promouvoir. Dans un premier temps un pôle d'entrainement  fut créé dans le quartier de la Riviera, ce qui fut le point de départ et permis l'implantation du hockey à Adjamé et à Yamoussoukro. L’équipe nationale de hockey sur gazon a obtenu la médaille de Bronze au tournoi de l'Afrique de l'Ouest de la discipline, en 2018.

## Pratique du sport en côte d'Ivoire
Le sport de Hockey reste inconnu par les ivoiriens. Malgré, les moyens mis en place pour la promotion, il laisse tout de même un visage inconnu en Côte d'Ivoire.